# Shattiwaza
Shattiwaza (fl. XIV secolo a.C.) è stato un re di Mitanni vissuto durante il XIV secolo a.C..
Figlio di Tushratta dovette fuggire da Mitanni in seguito all'uccisione del padre forse per mano, o con il coinvolgimento, di Artatama II. 
Del caos che seguì il regicidio approfittarono gli assiri che sotto la guida di Asur-uballit recuperarono la loro indipendenza da Mitanni ed insieme agli Alsheani ne invasero le terre sostenendo le pretese di Artatama II e poi del figlio Shuttarna che per mantenere le buone relazioni con l'Assiria restituì le porte del palazzo di Assur razziate anni prima da Shaushtatar.

Il fuggitivo Shattiwaza dopo aver trovato un primo rifugio a Babilonia ottenne infine asilo presso la corte ittita dove il re Šuppiluliuma I gli offri in sposa una delle proprie figlie.

Il trattato tra Suppiluliuma di Hatti e Shattiwaza di Mitanni, giunto fino a noi, è una delle principali fonti d'informazione sulla storia medio orientale del XIV secolo a.C.

Come conseguenza del trattato Piyashshili, figlio di Suppiluliuma, guidò l'esercito ittita nel territorio di Mitanni. Secondo il racconto ittita Piyashshili e Shattiwaza attraversarono l'Eufrate a Karkemish e marciarono contro la città di Irridu in territorio mitannico. Essi inviarono messaggeri dalla riva occidentale del fiume sperando di essere ben accolti ma le popolazioni della riva orientale rimasero fedeli al loro nuovo governante influenzati, secondo le parole di Suppiluliuma, dall'oro di Artatama.
L'esercito ittita, malgrado l'ostilità della popolazione locale e l'arrivo di unità di carri al comando di Shuttarna, figlio di Artatama II, diede battaglia risultando vincitore. In seguito a questo risultato Irridu chiese di trattare la pace.
Nel frattempo un esercito assiro guidato da un solo carro da guerra marciò su Washukanni. Sembrerebbe che in un primo momento Shuttarna avesse chiesto aiuto all'Assiria per fronteggiare la minaccia ittita. Sia che le forze inviate non gli fossero apparse sufficienti sia che avesse cambiato idea, all'esercito assiro non fu permesso di entrare nella città che si trovò così sotto assedio.

Questi fatti modificarono l'atteggiamento della popolazione della città che ritenne fosse meglio vivere come vassalli l'impero ittita che essere dominati da loro stessi antichi vassalli. Un messo venne inviato a Piyashshili e Shatiwazza che si trovavano presso la città di Irridu, con l'ordine di rendere pubblica la richiesta di resa di fronte alle porte della città. Pyiashshili e Shatiwazza marciarono così verso la capitale mitannica Washukanni in seguito si arresero anche le potenti città di Harran e Pakarripa.

Mentre si trovavano accampati a Pakarripa, una regione desolata dove l'esercito soffrì la fame, ricevettero notizia di un'avanzata assira ma l'esercito nemico non venne mai avvistato. Sembra che alcune popolazioni loro alleate avessero convinto gli assiri alla ritirata essendo questi inferiori all'esercito ittita.
Shattiwaza divenne così re di Mitanni che si trovò ridotto alle sole valli del Khabur e del Balikh dopo la conquista da parte di Suppiluliuma del regno di Karkemish e delle terre ad occidente dell'Eufrate, che furono affidate a suo figlio Piyashshili. Mitanni divenne così sempre più dipendente dal suo alleato ittita. Secondo alcuni studiosi divenne un semplice stato-cuscinetto opposto all'Assiria.
Sotto la guida di Assur-ubalit la pressione assira si mantenne elevata nei confronti di Mitanni e lo stato di Nuzi, collocato ad est del Tigri fu conquistato e distrutto.